# Lista de prefeitos de Joinville
Esta é a lista de prefeitos do município de Joinville, estado brasileiro de Santa Catarina.
No princípio de sua colonização, Joinville foi administrada pelos Diretores da Colônia Dona Francisca, os quais eram nomeados pela Sociedade Colonizadora de Hamburgo.
Com a instalação do Município de Joinville em 1869, os vereadores eleitos pelo voto popular escolhiam o Presidente da Câmara, o qual acumulava a função de chefe do executivo, tornando-se responsável pela administração da cidade.
Com a proclamação da república foram conferidas funções executivas aos superintendentes eleitos diretamente pelo voto popular. 
A partir de 1930, os intendentes foram substituídos pelos prefeitos.

## Período monárquico
| Nº | Nome                        | Imagem | Partido             | Início do mandato     | Fim do mandato         | Observações                                                                   |
| 1  | João Adolfo Haltenhoff      |        | Partido Liberal     | 13 de janeiro de 1869 | 21 de março de 1873    | Presidente da Câmara Municipal. Renunciou ao cargo por motivo de saúde.       |
| 2  | Frederico Lange             |        | Partido Liberal     | 26 de março de 1873   | 14 de março de 1874    | Presidente da Câmara Municipal.                                               |
| 3  | Ottokar Doerffel            |        | Partido Conservador | 14 de março de 1874   | 7 de janeiro de 1877   | Presidente da Câmara Municipal.                                               |
| 4  | Augusto Stock               |        | Partido Conservador | 7 de janeiro de 1877  | 11 de janeiro de 1881  | Presidente da Câmara Municipal. Teve o mandato suspenso por um mês.           |
| 5  | Carlos Monich               |        | Partido Liberal     | 15 de outubro de 1877 | 19 de novembro de 1877 | Presidente da Câmara Municipal. Assumiu durante a suspensão de Augusto Stock. |
| 6  | Victorino de Souza Bacellar |        | Partido Liberal     | 11 de janeiro de 1881 | 7 de janeiro de 1883   | Presidente da Câmara Municipal.                                               |
| 7  | João Paulo Schmalz          |        | Partido Liberal     | 7 de janeiro de 1883  | 7 de janeiro de 1887   | Presidente da Câmara Municipal.                                               |
| 8  | Frederico Bruestlein        |        | Partido Conservador | 7 de janeiro de 1887  | 15 de janeiro de 1890  | Presidente da Câmara Municipal.                                               |

## Período republicano
| Nº | Nome                          | Imagem                | Partido                                          | Início do mandato      | Fim do mandato                          | Observações |
| 1  | Ernesto Canac                 |                       | Partido Republicano PR                           | 18 de janeiro de 1890  | 1º de janeiro de 1892                   | Intendente eleito por votação indireta pelos colegas intendentes em 18 de janeiro de 1892 |
| 2  | Eugênio João Schmidt          |                       | Partido Republicano PR                           | 1º de janeiro de 1892  | 1º de janeiro de 1892                   | Intendente. Apesar de legalmente eleito em 30 de agosto de 1891 e empossado, não chegou a exercer o cargo devido a Junta Provisória Federalista ter tomado a capital Desterro e ordenado que o resultado das eleições de agosto fossem anuladas. |
| 3  | Abdon Batista                 |                       | Partido Republicano Catarinense PRC              | 1 de janeiro de 1892   | 23 de abril de 1894                     | Intendente eleito de forma indireta pelos seus colegas intendentes |
| 4  | João Paulo Schmalz            |                       | Partido Republicano Catarinense PRC              | 23 de abril de 1894    | 16 de abril de 1895                     | Intendente Assumiu com a fuga de Abdon Baptista para Argentina, pois Abdon era visto como o líder local dos federalistas em Joinville. |
| —  | Frederico Bruestlein          |                       | Partido Republicano Catarinense PRC              | 16 de abril de 1895    | 6 de janeiro de 1899                    | Intendente eleito por votação direta em 7 de abril de 1895 João Paulo Schmalz o substituiu por vários períodos. |
| 5  | Gustavo Adolfo Richlin        |                       | Partido Republicano Catarinense PRC              | 7 de janeiro de 1899   | 1903                                    | Intendente eleito por votação direta em eleições realizadas em em novembro de 1898 |
| —  | Otto Boehm                    |                       | Partido Republicano Catarinense PRC              | junho de 1901          | janeiro de 1902                         | Intendente. Substituiu Gustavo Adolfo Richlin, que viajava a Europa. |
| 6  | Procópio Gomes de Oliveira    |                       | Partido Republicano Catarinense PRC              | 1903                   | 1907                                    | Intendente eleito por votação direta em eleições realizadas em 7 de dezembro de 1902 |
| 7  | Oscar Antônio Schneider       |                       | Partido Republicano Catarinense PRC              | 1907                   | 1910                                    | Intendente eleito por votação direta em eleições realizadas em 8 de dezembro de 1906 |
| 8  | Procópio Gomes de Oliveira    |                       | Partido Republicano Catarinense PRC              | 1911                   | 1914                                    | Intendente eleito por votação direta em eleições realizadas em 4 de dezembro de 1910 |
| 9  | Abdon Batista                 |                       | Partido Republicano Catarinense PRC              | 1915                   | 1922                                    | Intendente eleito por votação direta em eleições realizadas em 2 de agosto de 1914 Foi reeleito nas eleições por votação direta de 4 de agosto de 1918                                                                                           |
| 10 | Marinho de Sousa Lobo         |                       | Partido Republicano Catarinense PRC              | 1922                   | 1926                                    | Intendente eleito por votação direta em eleições realizadas em 16 de abril de 1922 |
| 11 | Ulisses Gérson Alves da Costa |                       | Partido Republicano Catarinense PRC              | 1927                   | 1930                                    | Intendente eleito por votação direta em eleições realizadas em 7 de novembro de 1926. |
| 12 | Plácido Olímpio de Oliveira   |                       | Partido Liberal Catarinense PLC                  | 11 de outubro de 1930  | 7 de maio de 1933                       | Prefeito nomeado em 11 de outubro de 1930 por conta do "Levante armado" iniciado em 3 de outubro de outubro de 1930. |
| 13 | João Acácio Gomes de Oliveira |                       | Partido Progressista PP                          | 7 de maio de 1933      | 30 de junho de 1934                     | Prefeito nomeado pelo em 7 de maio de 1933 durante o Governo Provisório de Getúlio Vargas |
| 14 | Max Colin                     |                       | Partido Progressista PP                          | 30 de junho de 1934    | 4 de abril de 1936                      | Prefeito nomeado em 30 de junho de 1934 durante o Governo Provisório de Getúlio Vargas |
| 15 | Aristides Largura             |                       | Ação Integralista Brasileira AIB                 | 4 de abril de 1936     | 3 de janeiro de 1938                    | Prefeito eleito em votação direta pelo Partido Integralista. Ficou no cargo até a deposição após o golpe de estado, no Estado Novo durante o período Vargas.                                                                                     |
| 16 | Joaquim Wolf                  |                       | Aliança Liberal AL                               | 3 de janeiro de 1938   | 31 de agosto de 1939                    | Prefeito nomeado durante o regime denominado "Estado Novo" no período Vargas. |
| 17 | Nabor de Lima Monteiro        |                       | Aliança Liberal AL                               | 1 de setembro de 1939  | 31 de julho de 1940                     | Prefeito nomeado durante o regime denominado "Estado Novo" no período Vargas. |
| 18 | Arnaldo Douat                 |                       | Partido Liberal Catarinense PLC                  | 1940                   | 17 novembro de 1945                     | Prefeito nomeado durante o regime denominado "Estado Novo" no período Vargas. |
|    |                               |                       |                                                  |                        |                                         | |
| 19 | Antonio Martins dos Santos    |                       |                                                  | 17 novembro de 1945    |                                         | Prefeito nomeado pelo Interventor Federal Luís Galotti |
|    |                               |                       |                                                  |                        |                                         | |
| 20 | Arlindo Pereira de Macedo     |                       | Partido Liberal Catarinense PLC                  | 1944                   | 22 de maio de 1947                      | Prefeito nomeado durante o regime denominado "Estado Novo" no período Vargas. |
|    |                               |                       |                                                  |                        |                                         | |
| 21 | Geraldo Wetzel                |                       | Partido Social Democrático PSD                   | 10 de junho de 1947    | 1947                                    | Prefeito nomeado |
| 22 | Paulino João de Bem           |                       | Partido Social Democrático PSD                   | 1947                   | 1947                                    | Prefeito nomeado |
| 23 | João Herbert Colin            |                       | União Democrática Nacional UDN                   | 1947                   | 1950                                    | Prefeito eleito em sufrágio universal |
| 24 | Rolf Colin                    |                       | União Democrática Nacional UDN                   | 1951                   | 1956                                    | Prefeito eleito em sufrágio universal |
| 25 | João Herbert Colin            |                       | União Democrática Nacional UDN                   | 1956                   | 1957                                    | Prefeito eleito em sufrágio universal |
| 26 | Dario Geraldo Salles          |                       | União Democrática Nacional UDN                   | 1957                   | 1958                                    | Prefeito eleito em sufrágio universal |
| 27 | Baltasar Buschle              |                       | Partido de Representação Popular PRP             | 1958                   | 31 de janeiro de 1961                   | Prefeito eleito em sufrágio universal |
| 28 | Helmuth Fallgater             |                       | Partido Social Democrático PSD                   | 31 de janeiro de 1961  | 31 de janeiro de 1966                   | Prefeito eleito em sufrágio universal |
| 29 | Nilson Bender                 |                       | Aliança Renovadora Nacional ARENA                | 31 de janeiro de 1966  | 15 de março de 1970                     | Prefeito eleito em sufrágio universal |
| 30 | Harald Karmann                |                       | Aliança Renovadora Nacional ARENA                | 15 de março de 1970    | 15 de março de 1973                     | Prefeito eleito em sufrágio universal |
| 31 | Pedro Ivo Campos              |                       | Movimento Democrático Brasileiro MDB             | 15 de março de 1973    | 15 de março de 1977                     | Prefeito eleito em sufrágio universal |
| 32 | Luiz Henrique da Silveira     |                       | Movimento Democrático Brasileiro MDB             | 15 de março de 1977    | 14 de maio de 1982                      | Prefeito eleito renunciou o mandato |
| 33 | Violantino Afonso Rodrigues   |                       | Partido do Movimento Democrático Brasileiro PMDB | 14 de maio de 1982     | 15 de março de 1983                     | Vice-prefeito eleito no cargo de prefeito |
| 34 | Wittich Freitag               |                       | Partido do Movimento Democrático Brasileiro PMDB | 15 de março de 1983    | 31 de dezembro de 1988                  | Prefeito eleito em sufrágio universal |
| 35 | Luiz Gomes                    |                       | Partido Democrático Social PDS                   | 1º de janeiro de 1989  | 31 de dezembro de 1992                  | Prefeito eleito em sufrágio universal |
| 36 | Wittich Freitag               |                       | Partido da Frente Liberal PFL                    | 1º de janeiro de 1993  | 31 de dezembro de 1996                  | Prefeito eleito em sufrágio universal |
| 37 | Luiz Henrique da Silveira     |                       | Partido Movimento Democrático Brasileiro PMDB    | 1º de janeiro de 1997  | 31 de dezembro de 2000                  | Prefeito eleito em sufrágio universal |
| 37 | Luiz Henrique da Silveira     | 1º de janeiro de 2001 | Partido Movimento Democrático Brasileiro PMDB    | 3 de abril de 2002     | Prefeito reeleito renunciou o mandato   | |
| 38 | Marco Tebaldi                 |                       | Partido da Social Democracia Brasileira PSDB     | 4 de abril de 2002     | 31 de dezembro de 2004                  | Vice-prefeito eleito no cargo de prefeito |
| 38 | Marco Tebaldi                 | 1º de janeiro de 2005 | Partido da Social Democracia Brasileira PSDB     | 31 de dezembro de 2008 | Prefeito reeleito em sufrágio universal | |
| 39 | Carlito Merss                 |                       | Partido dos Trabalhadores PT                     | 1º de janeiro de 2009  | 31 de dezembro de 2012                  | Prefeito eleito em sufrágio universal |
| 40 | Udo Döhler                    |                       | Movimento Democrático Brasileiro MDB             | 1º de janeiro de 2013  | 31 de dezembro de 2016                  | Prefeito eleito em sufrágio universal |
| 40 | Udo Döhler                    | 1º de janeiro de 2017 | Movimento Democrático Brasileiro MDB             | 31 de dezembro de 2020 | Prefeito reeleito em sufrágio universal | |
| 41 | Adriano Silva                 |                       | Partido Novo NOVO                                | 1º de janeiro de 2021  | 31 de dezembro de 2024                  | Prefeito eleito em sufrágio universal |
| 41 | Adriano Silva                 | 1º de janeiro de 2025 | Partido Novo NOVO                                | Em exercício           | Prefeito reeleito em sufrágio universal | |